# Варшавский, Лев Романович
Лев Рома́нович Варша́вский (при рождении Лев Гдальевич Варшавский; псевдонимы: Всеволод Валевский; Зодчий) (14 марта 1891, Екатеринослав, Российская империя — 1980, Москва, СССР) — советский искусствовед, художественный критик, историк русской графики.

## Биография
Родился 14 марта (по старому стилю) 1891 года в Екатеринославе в семье екатеринославского мещанина Гдальи Ицко-Янкелевича Варшавского и Либы Варшавской.
Крупнейший специалист первой половины XX века. в области русской гравюры и эстампа. Автор и редактор ряда изданий по изобразительному искусству, графике, в основном — по литографии.
Во время второй мировой войны жил и работал в эвакуации в Алма-Ате (1942—1944), где его дом был центром культурной и интеллектуальной жизни.

## Публикации (выборочно)
- Варшавский Л. Р. Гюстав Доре. М.: Искусство, 1966 — 79 с.
- Варшавский Л. Р. Советское изобразительное искусство: Основные этапы развития. — М.: Советский художник, 1961. — 56 с.: ил.
- Варшавский Л. Р. Русское искусство. Очерки о жизни и творчестве художников первой половины XIX века. 1954. — 744 стр.
- Варшавский Л. Р. Александр Михайлович Опекушин, 1841—1923. 1947. — 23 с.
- Варшавский Л. Р. Русская карикатура 40-50-х годов XIX века. 1937. — 145 с.
- Варшавский Л. Р. Передвижники. ОГИЗ-ИЗОГИЗ. — 43 с.
- Варшавский Л. Р. Наша политическая карикатура. М., 1930.
- Варшавский Л. Р. Иван Павлов: пейзаж в цветных гравюрах на дереве. 1923. — 37 с.
- Варшавский Л.Р. Очерки по истории современной гравюры в России: Ксилография и линогравюра / Ред. и вступ. ст. М. П. Сокольникова. — М., 1923. — 176 с.Тираж 1000 экз.
- Варшавский Л. Р. Л. А. Серяков. — 16 с.
- Варшавский Л. Р. М. М. Антокольский. — 18 с.